# Лезерень
Лезерень, Лезерені (рум. Lăzăreni) — село у повіті Біхор в Румунії. Адміністративний центр комуни Лезерень.
Село розташоване на відстані 414 км на північний захід від Бухареста, 24 км на південний схід від Ораді, 117 км на захід від Клуж-Напоки, 139 км на північний схід від Тімішоари.

## Населення
За даними перепису населення 2002 року у селі проживали 775 осіб.
Національний склад населення села:
| Національність | Кількість осіб | Відсоток |
| -------------- | -------------- | -------- |
| румуни         | 577            | 74,5%    |
| цигани         | 195            | 25,2%    |

Рідною мовою назвали:
| Мова      | Кількість осіб | Відсоток |
| --------- | -------------- | -------- |
| румунська | 577            | 74,5%    |
| циганська | 195            | 25,2%    |